# Aruvath0Klu, Virajpet
Aruvath0Klu là một làng thuộc tehsil Virajpet, huyện Kodagu, bang Karnataka, Ấn Độ.